# Armando Silvestre
Armando Silvestre, all'anagrafe Armando Silvestre Carrascosa (San Diego, 28 gennaio 1926 – Coronado, 3 giugno 2024), è stato un attore messicano.
Iniziò a recitare nel 1944 durante il periodo d'oro del cinema messicano, fino a raggiungere il picco della sua popolarità negli anni cinquanta, sessanta e settanta del XX secolo, antando una carriera lunga oltre 60 anni. 
Lavorò in Messico, negli Stati Uniti, in Argentina ed in Italia.

## Biografia
Dopo aver tentato la carriera come torero e pilota di auto da corsa, incoraggiato da sua zia, la sceneggiatrice e scrittrice María Carrascosa, iniziò a recitare con piccoli ruoli aiutato dal regista spagnolo Miguel Morayta, che notò il suo fisico prestante. La regista Matilde Landeta gli assegnò il suo primo ruolo da protagonista nel film Lola Casanova (1949), al fianco di Meche Barba, con cui ebbe una relazione. Poco dopo, si recò nel Chiapas per girare il film Rincón Brujo (1949), e fu durante le riprese che iniziò una storia d'amore con la protagonista Gloria Marín. 
Nei primi anni cinquanta arrivarono le prime opportunità da Hollywood, in film quali L'assalto al treno postale (1950), La rivolta degli Apaches (1951) e Il marchio del rinnegato (1951); in quest'ultimo condivise il set con due dei messicani che già raggiunsero il successo a Hollywood, Ricardo Montalbán e Gilbert Roland. Da quel momento in poi, divise la sua carriera tra il cinema messicano e quello di altri paesi: in Italia partecipò al film Non scherzare con le donne (1955).
Dopo la sua partecipazione al film La sombra vegadora (1956), i produttori iniziarono a vedere Silvestre come una figura ideale per i film d'azione, e fu in questo genere che egli ottenne il maggior successo in Messico. 
A Hollywood girò altri titoli interessanti come I re del sole (1963) con Yul Brynner, Joe Bass l'implacabile (1968) con Burt Lancaster, Gli avvoltoi hanno fame (1970) con Clint Eastwood e Shirley MacLaine e I figli di Sanchez (1978) con Anthony Quinn e Dolores del Río. Lavorò inoltre per la televisione sia in Messico che negli Stati Uniti, dove partecipò a diverse serie tra cui Wonder Woman, con Lynda Carter.

## Filmografia parziale

### Cinema
- Lola Casanova, regia di Matilde Landeta (1949)
- Rincón brujo, regia di Alberto Gout (1949)
- L'assalto al treno postale, regia di Reginald Le Borg (1950)
- La rivolta degli Apaches, regia di Hugo Fregonese (1951)
- Il marchio del rinnegato, regia di Hugo Fregonese (1951)
- Aquile tonanti, regia di John H. Auer (1952)
- Llévame en tus brazos, regia di Julio Bracho (1954)
- Non scherzare con le donne, regia di Giuseppe Bennati (1955)
- La sombra vegadora, regia di Rafael Baledón (1956)
- Ladrones de Niños,, regia di Benito Alazraki (1958)
- Las rosas del milagro, regia di Julián Soler (1960)
- Santo Contra los Zombis, regia di Benito Alazraki (1961)
- Geronimo!, regia di Arnold Laven (1962)
- I re del sole, regia di J. Lee Thompson (1963)
- Batwoman: l'invincibile superdonna, regia di René Cardona (1968)
- Joe Bass l'implacabile, regia di Sydney Pollack (1968)
- Barquero, regia di Gordon Douglas (1970)
- Gli avvoltoi hanno fame, regia di Don Siegel (1970)
- I figli di Sanchez, regia di Hall Bartlett (1978)

### Televisione
- Racconti della frontiera (The Quest) – serie TV (1976)
- Pepper Anderson - Agente speciale (Police Woman) – serie TV (1976)
- Wonder Woman – serie TV (1977)
- Rituals – serie TV (1984)
- La impostora – serie TV (2014)
- Despertar contigo – serie TV (2016)